# Прокул Юлий
Прокул Юлий (лат. Proculus Julius; VIII век. до н. е.) — легендарный римский патриций, предок римского рода Юлиев. Засвидетельствовал превращение Ромула в бога Квирина.

## Биография
Иероним Стридонский в своей Хронике называет Прокула Юлия правнуком Юлия — сына царя Альба-Лонги Ромула Сильвия и предком всего патрицианского рода Юлиев. Этот вариант мифа противоречит более распространённой версии происхождения Юлиев напрямую от Аскания — сына троянского царевича Энея и основателя Альба-Лонги.
По сообщениям Тита Ливия и Плутарха, Прокул Юлий переехал из родного города в Рим, где стал товарищем и доверенным лицом Ромула. После внезапного исчезновения царя во время военных сборов у Козьего болота, распространились слухи, что патриции разорвали Ромула на куски и спрятали его останки под тоги. Сам Прокул Юлий отсутствовал в то время в городе и не был очевидцем исчезновения. Согластно Титу Ливию и Плутарху, Прокул Юлий сам решил выступить перед толпой, по версии же Марка Тулия Цицерона он это сделал по просьбе патрициев, желающих отвести от себя подозрения в смерти царя. Прокул Юлий, держась за священные предметы, произнёс «страшную клятву» и рассказал, как недавно, во время путешествия из некой деревни в Рим, он встретил Ромула на Квиринальском холме. Царь объявил, что стал богом Квирином и поручил товарищу просить народ Рима соорудить на этом холме ствятилище Квирина. Также бог объявил пророчество о будущем величии Рима. Пораженная толпа успокоилась и разошлась. Согласно Плутарху, народ поверил рассказу частично из-за личности Прокула Юлия, а частично из-за данной им клятвы.
Впоследствии Прокул Юлий был одним из кандидатов на должность царя, но следующим правителем комиции избрали Нуму Помпилия. Прокул вместе с другим бывшим кандидатом — сабинянином Велесом, были отправлены к Нуме Помпилию, чтобы пригласить его на царство.

## Гипотезы исследователей
Конрад Трибер указывал на схожесть имён Прокула Юлия и Проки Сильвия — мифического царя Альба-Лонги, прадеда Ромула и Рема.
Историк Отто Скуч считал, что сама история могла иметь древнее происхождение, указывая, что Тит Ливий описывает эти события. Имя Прокул могло изначально относиться к персонажу в произведении Квинта Энния и, скорее всего, не имело отношения к Юлиям. Родство ему приписали уже позже, чтобы прославить данный патрицианский род.
Немецкий исследователь Альберт Швеглер указывал на то, что изображение Прокула Юлия гражданином Рима противоречит преобладающей традиции, что род Юлиев переселился в Рим из Альба-Лонги во время правления царя Тулла Гостилия. Исследователь первым предположил, что введение в легенду Прокула Юлия было сделано одним из представителей рода Юлиев, чтобы подчеркнуть принадлежность рода к первоначальному населению Рима и на его связь с богами. Швеглер также указывал, что среди  приведённых Титом Ливием семей переселённых Туллом Гостилием из Альба-Лонги в Рим вместо Юлиев указаны Туллии. Данное изменение учёный считал данью уважения по отношению к Октавиану Августу.
Российский исследователь Александр Коптев выводил имя Прокул (лат. Proculus) от архаического лат. Procer — рус. жених, предводитель. По его версии, Прокул Юлий был ритуальным женихом из Альба-Лонги. Он должен был жениться на Приме, дочере Ромула, и стать новым царём. Однако население Рима выбрало новым царём сабинянина Нуму Помпилия. Исследователь также предполагал, что третий царь — Тулл Гостилий, был сыном Прокула Юлия от дочери Ромула.